# Petrůvka
Petrůvka (in tedesco Petruwka) è un comune della Repubblica Ceca facente parte del distretto di Zlín, nella regione di Zlín.